# Condado de Grays Harbor
O Condado de Grays Harbor é um dos 39 condados do estado americano de Washington. A sede de condado é Montesano, e sua maior cidade é Aberdeen. O condado possui uma área de 5,761 km², uma população de 67,194 habitantes, e uma densidade populacional de 14 hab/km² (segundo o censo nacional de 2000).